# Elektrofoon

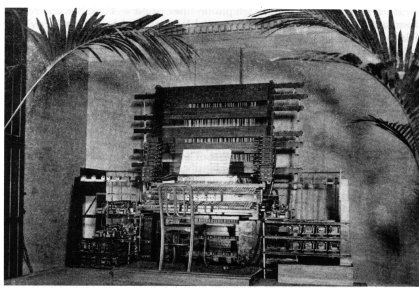
Telharmonium, ontworpen door Thaddeus Cahill 1897

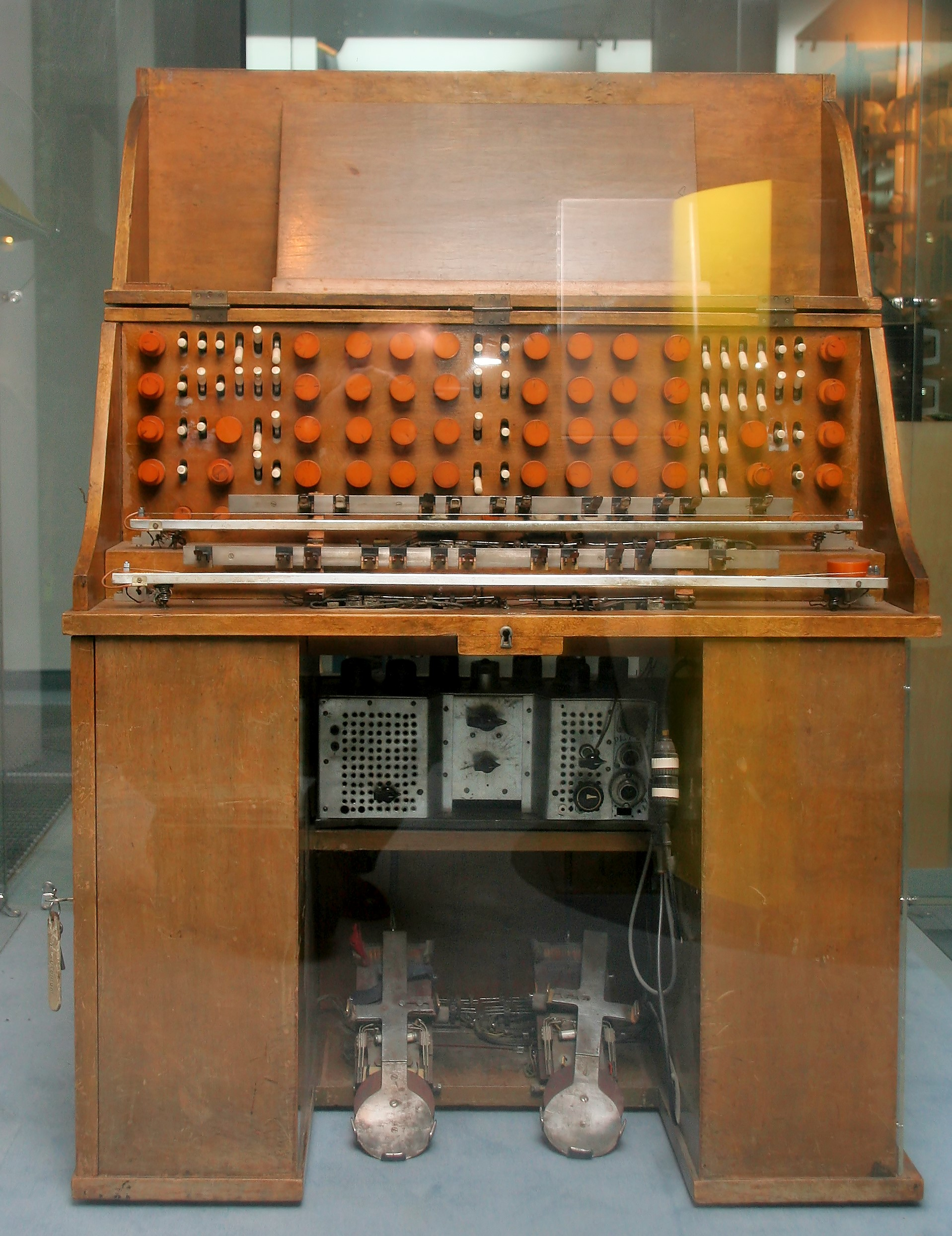
Trautonium, 1928

Elektrofonen zijn muziekinstrumenten die hun geluidopwekking danken aan elektronica. Veel moderne elektrofonen worden bespeeld met een klavier dat informatie over de te spelen toon levert aan een computer.

## Geschiedenis

### Eind 19e, begin 20e eeuw
Diverse instrumenten worden genoemd als "eerste" elektronisch instrument, de waarheid is dat men afhankelijk van de visie en definitie, telkens een ander instrument kan aanduiden. Een belangrijk vroeg elektronisch instrument was het Teleharmonium of Telharmonium, ontwikkeld door Thaddeus Cahill in 1897. Het gebruik van het Teleharmonium werd echter om eenvoudige redenen gehinderd: het instrument woog zeven ton en was zo groot als een goederenwagon. In 1913 ontwierp de futurist Luigi Russolo elektronische machines. Als een van de eerste praktische elektronische instrumenten wordt de Theremin genoemd, uitgevonden door professor Léon Theremin omstreeks 1919-1920. Een ander vroeg elektronisch instrument was het Ondes-Martenot, dat door onder anderen Olivier Messiaen werd gebruikt in de Turangalîla-Symfonie, en ook door andere vooral Franse componisten, zoals André Jolivet.
In Nederland ontwierp Daniël Ruyneman een "electrophoon" met het geluid van belletjes, die hij gebruikte in zijn composities Hieroglyphen (1918) en Symphonie brève (1929). Doordat het instrument in 1940 verloren ging bij het bombardement op Rotterdam, is de constructie onbekend. Ruyneman gaf zelf aan dat zijn electrophoon vervangen kon worden door een vibrafoon.

## Instrumenten
- Digitale piano
- Drumcomputer
- Hammondorgel
- Intonarumori (Luigi Russolo)
- Elektronisch orgel
- Ondes-Martenot
- Sampler
- Synthesizer
- Theremin
- Vocoder
- Keyboard
- Modulin (Wintergatan)
- Mellotron
- Elektrotheremin